# Drzewiszka nizinna
Drzewiszka nizinna (Rhipidomys couesi) – gatunek ssaka z podrodziny bawełniaków (Sigmodontinae) w obrębie rodziny chomikowatych (Cricetidae).

## Zasięg występowania
Drzewiszka nizinna występuje od środkowej Kolumbii do północnej Wenezueli (włącznie z wyspą Margarita) oraz na wyspie Trynidad.

## Taksonomia
Gatunek po raz pierwszy zgodnie z zasadami nazewnictwa binominalnego opisał w 1893 roku amerykańscy zoolodzy Joel Asaph Allen i Frank Michler Chapman nadając mu nazwę Tylomys couesi. Holotyp pochodził z 7 mi (11 km) na południowy wschód od Princes Town i 12 mi (19 km) na północ od południowego wybrzeża, na wyspie Trynidad, na Trynidad i Tobago. 
Okazy z wysp Trynidad i Margarita są przeciętnie większe niż te z kontynentalnej części Wenezueli. Autorzy Illustrated Checklist of the Mammals of the World uznają ten takson za gatunek monotypowy.

### Etymologia
- Rhipidomys: gr. ῥιπις rhipis, ῥιπιδος rhipidos wachlarz; μυς mus, μυος muos „mysz”[8].
- couesi: kpt. dr Elliott Ladd Coues (1842–1899), chirurg United States Army w latach 1863–1881, profesor anatomii na Uniwersytecie Columbia w latach 1882–1887, ornitolog, kolekcjoner, spirytualista[9].

## Morfologia
Długość ciała (bez ogona) 150–210 mm, długość ogona 171–195 mm, długość ucha 19–32 mm, długość tylnej stopy 28–33 mm; masa ciała 53–125 g. 

## Ekologia
Ssak ten jest zwierzęciem nocnym. Żyje w lasach deszczowych, głównie na terenach nizinnych oraz w niższych partiach gór.